# Abbaye Notre-Dame de la Plaine
L'abbaye Notre-Dame de la Plaine est un monastère de moniales Bernardines d'Esquermes situé à Saint-André-lez-Lille dans l'agglomération de Lille (France). 
Il s'agit de la maison-mère des bernardines d'Esquermes. 

## Historique

### Esquermes

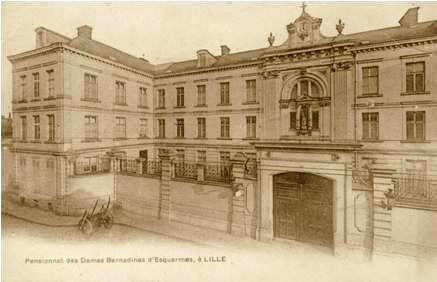
L'ancienne maison-mère d'Esquermes.

Après la Révolution française, des religieuses cisterciennes venues des trois abbayes de La Brayelle, de La Woestyne et des Prés se réfugient en Belgique et décident d'y fonder une nouvelle congrégation cistercienne. Pour la Brayelle, il s'agit d'Hombeline Le Couvreur. Pour la Woestyne, il s'agit de Hyacinthe de Wismes ; enfin, pour Douai, il s'agit de Hippolyte Le Couvreur, sœur de sang d'Hombeline. Elles fondent ensemble un pensionnat en 1798 dans l'ancien château de Grimaretz, qui devient l'abbaye d'Esquermes, avec autorisation de reprendre l'habit, le 28 mai 1827,,,.

### Exil et retour à la Plaine
Le 26 septembre 1904, chassées par les lois d'expulsion des congrégations, les bernardines trouvent refuge en Belgique. À partir de 1920, le retour en France est autorisé, mais pas à Esquermes, qui a été nationalisé. Après une vingtaine d'années d'errance, notamment à Cambrai et Armentières, la maison-mère est définitivement transférée à la Plaine en 1948,.
En août 2019, l'abbaye compte trente sœurs, âgées de trente-deux à cent cinq ans.

### Essaimage
L'abbaye de la Plaine a fondé plusieurs couvents et monastères :
- L'abbaye des Petites-Roches, au Touvet dans le Grésivaudan, fermée en 2015 ;
- Le monastère Stella Maris, à Mikkabi, au Japon.
- Le monastère Notre-Dame du Lac, à Goma, République Démocratique du Congo.
- Monastery of Our Lady of Hyning, à Carnforth, Angleterre.
- Le monastère Notre-Dame de Bafor, à Diebougou, au Burkina Faso.
- Monastery of Our Lady and Saint Bernard, à Brownshill, Stroud, Angleterre.
- Une pré-fondation en Asie.

## Communauté
Les Bernardines d'Esquermes étant une congrégation enseignante, leur monastère intégrait plusieurs établissements d'enseignements primaires et secondaires. Le collège est désormais fermé et a été transformé en hôtellerie d'accueil, mais l'école élémentaire subsiste et les religieuses y sont impliquées.
En 1972, Charles-Marie Himmer, évêque de Tournai, demande à une sœur de reproduire l'icône de l'Ascension, puis, en 1973, celle de la Résurrection. Face à ces demandes, la religieuse en question décide de se former à l'écriture d'icônes, d'abord seule puis avec un spécialiste jésuite ; après dix ans de formation, elle décide de mettre en pratique ce qu'elle a reçu et prend la tête d'une atelier d'icônes, qui accueille en 2012 soixante adultes